# Mir wëlle bleiwe wat mir sinn

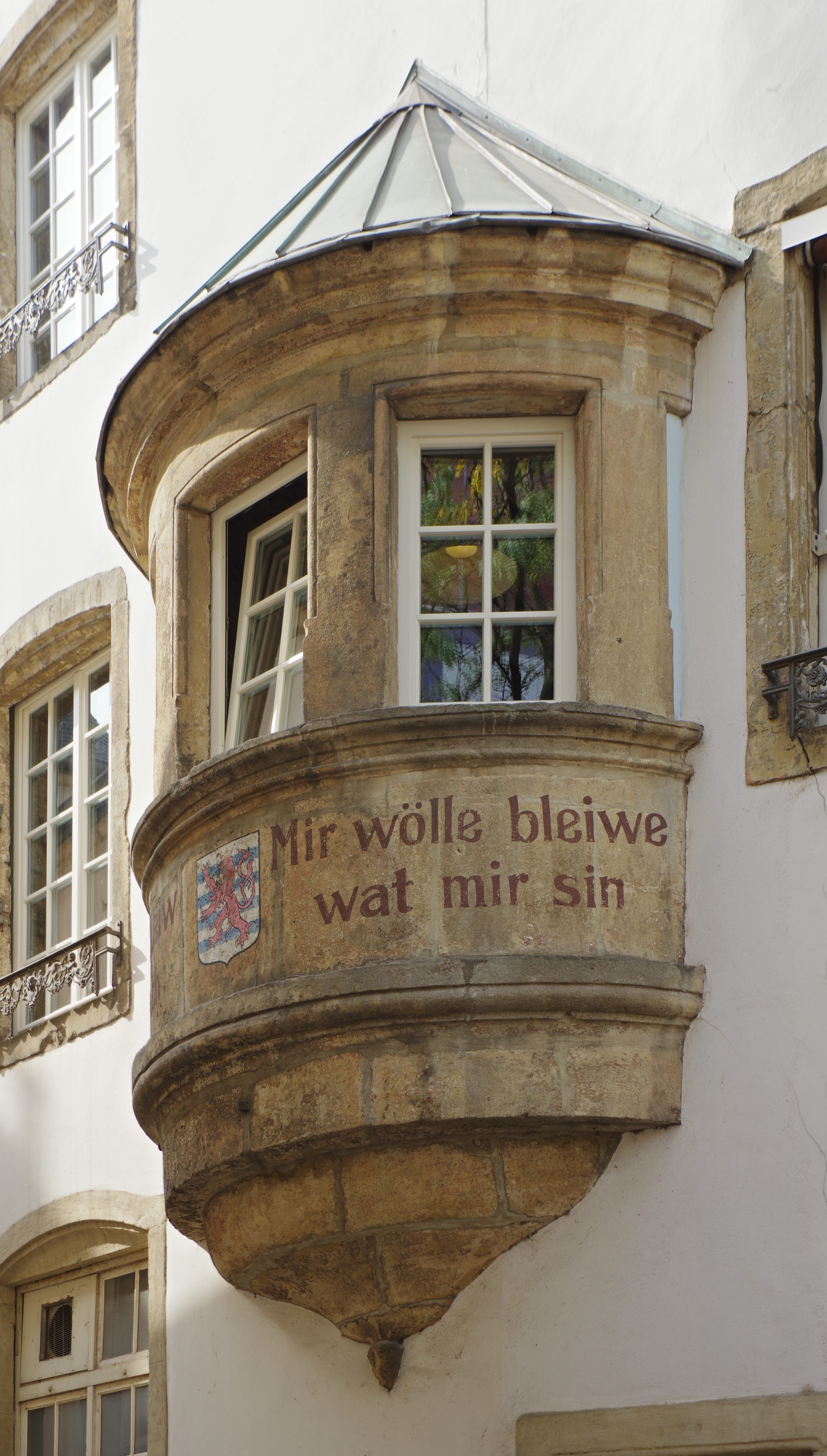
Fachada do Bar do Macaco, na Rue de la Loge, Luxemburgo, com o lema Mir wölle bleiwe wat mir sin

Mir wëlle bleiwe wat mir sinn ([pronunciação: miːə̯ ˈvələ ˈblɑɪ̯və vɑt miːə̯ ˈzin]; luxemburguês para "Queremos permanecer o que somos", escrita arcaica Mir wölle bleiwe wat mir sin) é o lema nacional de Luxemburgo. O lema nacional é também traduzido para as outras duas línguas oficiais do país, francês (Nous voulons rester ce que nous sommes) e alemão (Wir wollen bleiben, was wir sind), embora não tenham o estatuto de língua nacional.
Refere-se à ambição do povo luxemburguês de permanecer separado e independente dos países vizinhos à sua volta que tradicionalmente tentaram dominá-lo política, econômica e militarmente e, como meta final, anexá-lo: a Bélgica, a França e a Alemanha (Prússia, antes da primeira unificação alemã, de 1870 a 1871).

## Origem

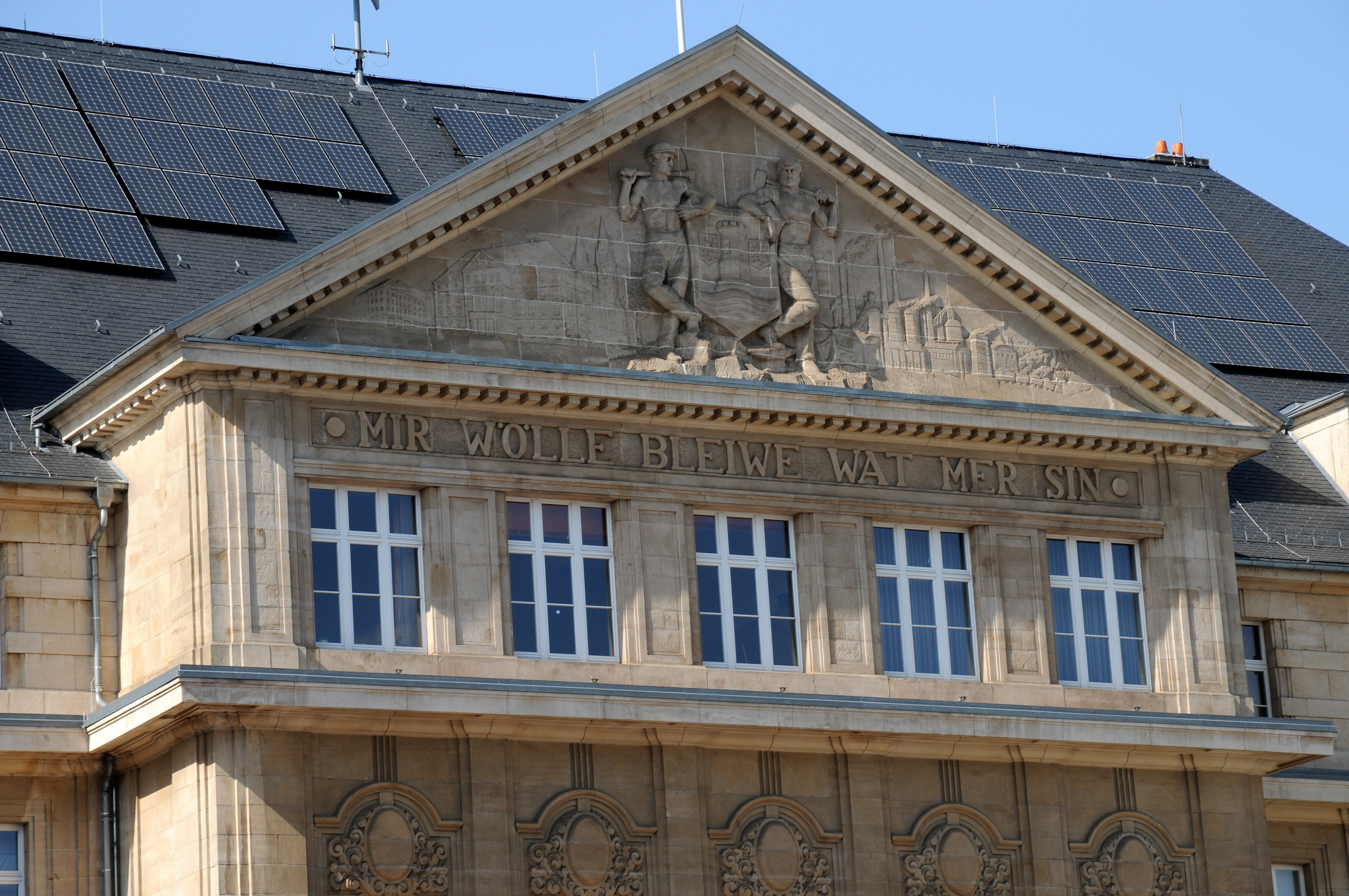
Frase no salão paroquial de Esch an der Alzette

A frase remonta à canção patriótica luxemburguesa De Feierwon ("Locomotiva a vapor") de 1859. Foi escrita pelo funcionário público, escritor e poeta Michel Lentz, primeiro como uma homenagem à primeira  ferrovia internacional de Luxemburgo. A canção patriótica "De Feierwon" estreou em 4 de outubro de 1859, na inauguração da estação ferroviária de Luxemburgo, que forneceu uma conexão ferroviária de Arlon, na Bélgica, para Thionville, na França, via cidade de Luxemburgo.
A última linha da canção, Mir wëlle bleiwe wat me sin, poderia mais tarde ser variada quando necessário para "me wëlle jo keng prices gin" ("mas nós não queremos nos tornar a Prússia"), ganhando assim uma significância nacionalista para para Luxemburgo, e em muitos meios de comunicação e publicações não oficiais é apresentada, por engano, como um lema oficial do país.
O último refrão da música é:
Kommt hier aus Frankräich, Belgie, Preisen,
Mir wellen iech ons Hémecht weisen,
Frot dir no alle Säiten hin,
Mir welle bleiwe wat mir sin.
Em português:
Venham da França, Bélgica, Prússia,
Nós queremos mostrar a nossa pátria
pergunte em todas as direções,
Nós queremos permanecer o que somos.